# Lisandra Tena
Lisandra Tena (Albuquerque, 29 maart 1987) is een Amerikaans actrice. Ze speelde in diverse films en series, waaronder Cowboy Drifter, Fear the Walking Dead en The Good Place.

## Filmografie

### Film
- 2007: La Trinchera Luminosa del President Gonzalo, als ?
- 2008: Spinners, als Leticia
- 2011: The Cutback, als messenvechter
- 2014: Una mujer sin precio 1961, als Maribella
- 2014: Everything Will Be All Right, als Rebecca
- 2014: Rain, Rain, als vrouw
- 2019: Ernesto's Manifesto, als Veronica
- 2021: All the World Is Sleeping, als Beatriz
- 2022: Cowboy Drifter, als Gonzales

### Televisie
- 2014: Chicago P.D., als Lina Ochoa
- 2017: Fear the Walking Dead, als Lola Guerrero
- 2017: NCIS: Los Angeles, als Gina Fuentes
- 2018: Code Black, als Hilda Sallander
- 2018: The Good Place, als officier Ramirez
- 2019-2020: Good Trouble, als Teresa
- 2022: NCIS, als Maria Santiago

### Computerspel
- 2023: Starfield, als Seokguh Syndicate (stemrol)